# Głownia pyląca owsa

Głownia pyląca owsa – grzybowa choroba owsa. Wywołuje ją głownia owsa (Ustilago avenae).

## Objawy
W czasie wyrzucania wiech z porażonych roślin wydostają się wiechy wraz z brunatnoczarnymi teliosporami. Wiechy są skupione i wyprostowane. Głownia pyląca owsa niszczy kłoski zmieniając je w skupiska zarodników. Pozostają jedynie plewy oraz części osiowe kłosków i wiechy. Ponadto porażone rośliny mogą być niższe, pochwy liściowe i końce liści flagowych mogą być koloru brunatnego. Czasami choroba może zaatakować tylko dolną część wiechy.
Takie same objawy powoduje wyróżniana przez fitopatologów choroba o nazwie głownia zwarta owsa wywoływana przez grzyb Ustilago levis (Kellerm. & Swingle) Magnus. Według aktualnych ustaleń Index Fungorum Ustilago levis jest synonimem Ustilago avenae, tak więc choroba ta również jest synonimem głowni pylącej owsa. 

## Cykl życiowy
Teliospory rozsiewają się przy pomocy wiatru i deszczu w czasie kwitnienia owsa. W zależności od czasu przedostania się zarodników rozwój choroby może przebiegać wraz z dojrzewaniem owsa lub może się rozpocząć na wiosnę podczas kiełkowania owsa. Teliospory, które trafiły na ziarniaki owsa w czasie kwitnienia przedostają się pomiędzy słupek a plewkę i tu kiełkują w 4-komórkowe podstawki. Na podstawkach powstaje jedno sporydium. Ze sporydiów wyrasta strzępka grzybni. Następnie dochodzi do kopulacji  dwóch strzępek grzybni, z których powstaje dikariotyczna strzępka infekcyjna. Wrasta ona do plewki lub okrywy ziarniaka i tu zimuje. Na wiosnę wraz z rozwojem owsa rozwija się też grzybnia głowni. Przerasta ona tkanki do wierzchołka rośliny i niszczy zawiązujące się  kłoski. Zakażeniu kiełków sprzyja wilgotność gleby rzędu 30-35% polowej pojemności wodnej oraz temperatura 16-19 °C. 

## Szkodliwość
Choroba o niewielkim znaczeniu. Występuje tylko w rejonach, w których nie stosuje się powszechnie zaprawiania nasion. Powoduje wówczas zmniejszenie wielkości ziarna i obniżenie jego jakości. Strata plonu może wynieść nawet 20%).